# Charles Guggenheim
Charles Guggenheim (Cincinnati, 31 de março de 1924 - 9 de outubro de 2002) é um cineasta estadunidense. De descendência germano-judaica, foi indicado ao Oscar de melhor documentário de curta-metragem nove ocasiões, vencendo em três. No Festival Internacional de Cinema de St. Louis, uma condecoração foi intitulada em homenagem a sua carreira: Charles Guggenheim Cinema St. Louis Award.

## Filmografia
- A City Decides, 1956
- The Great St. Louis Bank Robbery, 1959
- Nine from Little Rock, 1964
- Children Without, 1964
- Monument to the Dream, 1967
- Robert Kennedy Remembered, 1968
- The Klan: A Legacy of Hate in America, 1982
- The Making of Liberty, 1986
- The Johnstown Flood
- A Time for Justice, 1994
- D-Day Remembered, 1994
- The Shadow of Hate, 1995
- A Place in the Land, 1998